# Nocturnal Depression

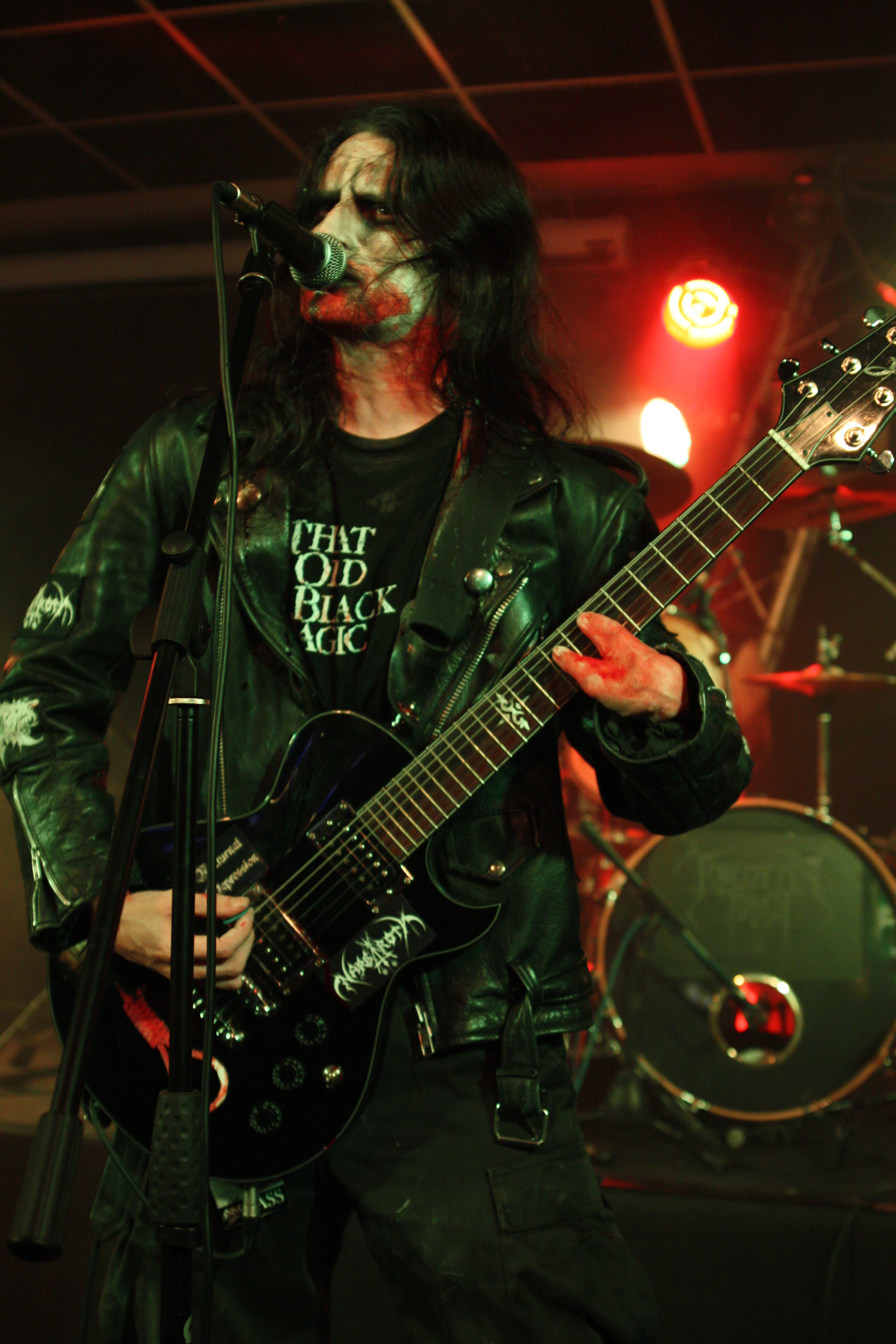

Nocturnal Depression é uma banda de  Depressive Black Metal formada na França por Lord Lokhraed (vocais) e Herr Suizid (todos instrumentos).

## Integrantes
- Lord Lokhraed - vocal
- Morkhod - bateria
- Krahne - baixo
- Avskrius - guitarra

## Discografia
- Suicidal Thoughts (Demo, 2004)
- Near to the Stars (Demo, 2004)
- Soundtrack for a Suicide (Demo, 2005)
- Fuck Off Parisian Black Metal Scene (Demo, 2005)
- Nostalgia - Fragments of a Broken Past (Full-Length, 2006)
- Nocturnal Depression / Funeral RIP (Split, 2006)
- Four Seasons to a Depression (Demo, 2006)
- Soundtrack for a Suicide - Opus II (Full-Length, 2007)
- Reflections of a Sad Soul (Full-Length, 2008)
- Beyond the Light (Split, 2009)
- Dismal Empyrean Solitude (Split, 2009)
- Mankind Suffering Visions (DVD, 2009)
- Nocturnal Depression / Kaiserreich (Split, 2010)
- The Cult of Negation (Full-Length, 2010)
- Suicidal Thoughts (Full-Length, 2011)
- Shadows of Tragedy (Split, 2011)
- L'isolement (EP, 2013)
- Longing for Death (Split, 2014)
- Near to the Stars (Full-Length, 2014)
- Spleen Black Metal (Full-Length, 2015)
- Nocturnal Depression / Moloch (Split, 2016)
- Deathcade (Full-Length, 2017)
- Children of the Night (Split, 2018)
- Tides of Despair (Full-Length, 2019)